# Kefar Masaryk
Kefar Masaryk (hebr. כפר מסריק) – kibuc położony w Samorządzie Regionu Matte Aszer, w Dystrykcie Północnym, w Izraelu. Członek Ruchu Kibuców (Ha-Tenu’a ha-Kibbucit).

## Położenie
Kibuc jest położony na wysokości 5 metrów n.p.m. w północnej części równiny przybrzeżnej Izraela. Leży w odległości 2 km od wybrzeża Zatoki Hajfy, a teren pomiędzy osadą a Morzem Śródziemnym stanowiły pierwotnie wydmy. Na wschód od kibucu przepływa strumień Na'aman. W otoczeniu kibucu Kefar Masaryk znajdują się miasta Akka, Tamra, Kirjat Bialik i Kirjat Jam, miejscowości Dżudajda-Makr, Kabul i I’billin, kibuce En ha-Mifrac, Jasur i Afek, moszaw Achihud, oraz wioska komunalna Tal-El. Na zachód od kibucu znajduje się strefa przemysłowa South Akko Industrial Park, na południu strefa przemysłowa Cor szalom, a na południowym zachodzie tereny wojskowe koncernu zbrojeniowego Raphael.

### Podział administracyjny
Kefar Masaryk jest położony w Samorządzie Regionu Matte Aszer, w Poddystrykcie Akka, w Dystrykcie Północnym.

## Demografia
Stałymi mieszkańcami kibucu są wyłącznie Żydzi. Tutejsza populacja jest świecka:

Źródło danych: Central Bureau of Statistics.

## Historia
Na początku XX wieku tutejszą ziemię wykupiły od arabskich właścicieli żydowskie organizacje syjonistyczne. Grupa założycielska kibucu zawiązała się w 1932 roku w miejscowości Petach Tikwa. W jej skład weszli członkowie młodzieżowej organizacji syjonistycznej Ha-Szomer Ha-Cair z Czechosłowacji i Litwy. Po przejściu szkolenia rolniczego, w 1933 roku przenieśli się do osiedla Bat Gallim w mieście Hajfa. W 1934 roku przenieśli się w rejon piaszczystych wydm położonych w obrębie dzisiejszego osiedla Kirjat Chaim, gdzie utworzyli osadę Mismar Zewulun. W 1937 roku nawiązali współpracę z grupą imigrantów z Polski i wspólnie starali się o przyznanie gruntów pod założenie własnego kibucu. Agencja Żydowska sprzeciwiała się zakładaniu osady rolniczej na piaszczystych glebach, argumentując że nie nadają się one do rozwoju działalności rolniczej. Pomimo to, w dniu 29 listopada 1938 roku założono kibuc. Była to wówczas typowa osada obronna, z wieżą obserwacyjną i palisadą obronną. W 1940 roku zmieniono jego nazwę na współczesną, oddając w ten sposób cześć Tomášowi Masarykowi, pierwszemu prezydentowi Czechosłowacji. W dokumencie lokacyjnym widnieje wyraźny zapis, że decyzję o zmianie nazwy kibucu dokonano na „znak szacunku dla jego osobowości, jego humanizmu, jego walki o prawdę, o wyzwolenie narodowe i jako wdzięczność za jego wsparcie wolności Izraela”. Pierwsi mieszkańcy cierpieli z powodu bagnistego otoczenia i chorowali na malarię. Z tego powodu, w ciągu trzech lat zrealizowano olbrzymi projekt osuszając tutejsze bagna i likwidując problem komarów roznoszących malarię. Na nowych gruntach utworzono stawy hodowlane ryb oraz pola uprawne. Przyjęta 29 listopada 1947 roku Rezolucja Zgromadzenia Ogólnego ONZ nr 181 przyznała te tereny państwu żydowskiemu. Podczas wojny domowej w Mandacie Palestyny w 1948 roku w okolicy stacjonowały siły Arabskiej Armii Wyzwoleńczej, które paraliżowały żydowską komunikację w całej Zachodniej Galilei. Z tego powodu kibuc przez kilkanaście miesięcy odgrywał funkcję osady frontowej, strzegąc linii komunikacyjnych prowadzących w rejon Akki. W kibucu stacjonowały siły kompanii szturmowych Palmach. Na samym początku I wojny izraelsko-arabskiej Izraelczycy wyprowadzili stąd natarcie, zajmując w nocy z 16 na 17 maja 1948 roku miasto Akkę. Na początku XXI wieku przeprowadzono częściową prywatyzację kibucu.

## Edukacja
Kibuc utrzymuje przedszkole. Na północ od osady jest położona wioska edukacyjna ze szkołą podstawową. Starsze dzieci są dowożone do gimnazjum i szkoły średniej w kibucu Ewron

## Kultura i sport
W kibucu jest ośrodek kultury z biblioteką. Z obiektów sportowych jest basen pływacki, boisko do piłki nożnej, korty tenisowe oraz sala sportowa z siłownią.

## Infrastruktura
W kibucu jest sklep wielobranżowy oraz warsztat mechaniczny.

## Gospodarka
Gospodarka kibucu opiera się na rolnictwie i sadownictwie. Pola uprawne zajmują powierzchnię około 9 tys. ha, na których uprawia się bawełnę, kukurydzę, słonecznik, pomidory, pszenicę, paprykę i orzeszki ziemne. W sadach uprawia się oliwki, chleb świętojański, winorośle, granaty, pigwy, śliwy, brzoskwinie, oraz w mniejszej ilości jabłonie, morele i gujawę. Ważną rolę odgrywa hodowla bydła - stado liczy ponad 300 sztuk krów mlecznych i rzeźnych. Roczna produkcja mleka wynosi około 5,5 mln litrów mleka. Są tu także stawy hodowlane ryb. Z przemysłu, spółka Silora R&D jest zaangażowana w rozwój produktów do przesyłania obrazu i dźwięku w trudnych warunkach terenowych. Firma Ducart produkuje jednowarstwowe opakowania tekturowe na rynek krajowy i zagraniczny. Zatrudnia 200 pracowników i przetwarza 20 tys. ton kartonu rocznie. Spółka Silvera produkowała w przeszłości telewizory, jednak obecnie skupia się na produkcji i sprzedaży różnorodnych urządzeń związanych z odbiorem sygnałów satelitarnych. Część mieszkańców kibucu dojeżdża do pracy w sąsiednich strefach przemysłowych.

## Transport
Z kibucu wyjeżdża się na południowy zachód na drogę ekspresową nr 4, którą jadąc na północ dojeżdża się do kibucu En ha-Mifrac i dalej do miasta Akka, lub jadąc na południe do miasta Kirjat Bialik.